# Мікрокрапка

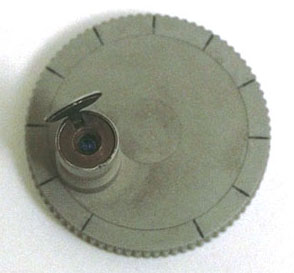
Фотокамера «Mark IV» для отримання мікрокрапок. Висота 1,6 см, діаметр 2,8 см. З музею ЦРУ.

Мікрокрапка — зображення, зменшене до такої міри, що неінформований спостерігач не зможе його ні прочитати, ні навіть виявити.
Зазвичай «мікрокрапки» мають не більше 1 мм в діаметрі. Свою назву дістали від подібності з друкарською крапкою. Технологія виготовлення мікрокрапок є одним з різновидів стеганографії.

## Історія
У 1870 році під час франко-прусської війни Париж був в облозі. Листи надсилалися голубиною поштою. Паризький фотограф фр. Dagron запропонував використати метод мікрофільмування (розроблений ним ще в 1867 році) для того, щоб голуб зміг перенести більшу кількість повідомлень (голубеграмм). Проте, ці мікрофільми ще не були такі малі, як мікрокрапки.
Мікрокрапки для стеганографії були розроблені у Німеччини в період між першою і другою світовими війнами. Пізніше вони стали використовуватися багатьма країнами для передачі секретних повідомлень через звичайну пошту. Замість галогенідів срібла стали використовуватися світлочутливі матеріали на основі аніліну, що ще більше ускладнило пошук мікрокрапок. У Німеччині винахідником цього способу вважався деякий «Professor Zapp», і набір шпигунського устаткування для створення мікрокрапок іноді називався «Комплектом Zapp'а». Мабуть, справжнім винахідником процесу був вихідець з Росії, випускник Московського університету Еммануїл Голдберг (Emanuel Goldberg), а гіпотетичний «Professor Zapp» був вигадкою нацистів.
Після зведення Берлінської стіни для виготовлення мікрокрапок використовувалися спеціальні фотокамери; мікрокрапки прикріплялися до нешкідливого листа і пересилалися звичайною поштою. Завдяки украй малому розміру, мікрокрапки, як правило, залишалися непоміченими для перлюстраторів. Адресат отримував лист і читав послання в мікрокрапці з допомогою мікроскопа.

## Сучасне використання
Ідентифікація мікрокрапкою — процес, при якому на найважливіші деталі виробу (зазвичай — автомобіля) у непримітних місцях наклеюється виготовлена лазерним гравіюванням мітка, що містить Персональний ідентифікаційний номер. Також, може бути вказаний і сам номер ВІН, якщо маркування автомобіля проведено на складальному конвеєрі автозаводу. Технологію було розроблено в Австралії у 2001 році.
Відтоді декілька виготівників автотехніки застосовують ідентифікацію мікрокрапками, хоча загальна частка виробів з такою маркіровкою у всьому світі менше 1 %. Близько 10 000 з нанесених мікрокрапок прозорі і їх можна побачити тільки при освітленні ультрафіолетовим світлом. Вони не можуть бути виявлені людським оком.
Цей процес, дешевий і ефективний, утрудняє викрадачам автомобілів легальний продаж вкраденої і розібраної машини у вигляді «запчастин». Приблизна вартість маркування мікрокрапками одного автомобіля обходиться виробникові в суму від 100 австралійських доларів (75 $ США) до 150 австралійських доларів. Вартість такого маркування поступово знижується.

### Мотивація впровадження мікрокрапок в автомобільній галузі
Основним мотивом його впровадження є тотальне маркування. Помітимо, технологія покликана не стільки запобігти факту крадіжки, скільки надати можливість легко і точно визначити справжнього власника автомобіля або його запчастини. Тим самим, досягається мета запобігання легкому і рентабельному збуту викраденого автомобіля з боку зловмисника.
Для цього на поверхню автомобіля, на усі його цінні деталі, наносяться мітки з вигравійованим на них персональним кодом. Цей персональний код не може бути відтворений і належить тільки одному автомобілю. Мітки потрапляють на усю поверхню складових частин автомобіля, навіть в приховані порожнини. Видалити їх всі неможливо. Досить знайти одну мікрокрапку, щоб за кодом, який вона містить, визначити, яким є заводський номер автомобіля, і чи відповідає він даним, вказаним в реєстраційних документах. У разі зловмисної зміни заводських ідентифікаторів, дані з мікрокрапок дадуть точну інформацію про первинні ідентифікаційні дані автомобіля. На підставі цих досліджень можна зробити висновок, чи той саме автомобіль потрапив на дослідження, і звірити ці дані з базою викрадених автомобілів.

### Список виробників, що використовують мікрокрапки
(Деякі фірми використовують мікрокрапки не для усієї продукції, а тільки призначеної для вказаної території.)
- Audi
- Avis у Південній Африці
- BMW в Австралії
- Ford Performance Vehicles в Австралії
- Holden Special Vehicles в Австралії
- Isuzu в Азії
- MINI
- Mitsubishi Ralliart
- Porsche
- Subaru
- Техмашімпорт (Techmashimport) в Росії
- Toyota
- Nissan
- VW на Тайвані

(список свідомо неповний)

## У витворах мистецтва
- У романі Ґрема Ґріна «Наша людина в Гавані» головний герой виготовляє мікрокрапку на поштовій марці.
- У фільмі «Живеш тільки двічі» Tiger Tanaka говорить Джеймсу Бонду, що його люди виявили мікрокрапку на фотографії, захопленій у організації СПЕКТР і яку він збільшив для Бонда.
- Мікрокрапка була показана у фільмі «Місія нездійсненна 3». Там вона була схована на обороті поштової марки і містила магнітний запис відеофайлу.
- Мікрокрапки фігурують у серіалі Spooks (The Criminal, дев'ята серія п'ятого сезону). Вони були поміщені у книзі Е. М. Форстера Two Cheers for Democracy (1951).
- У кінофільмі «Година розплати» мікрокрапка на марці із зображенням Ейнштейна була однією з підказок головному героєві.